# Chœur régional d'Auvergne
 (octobre 2018).
Le Chœur Régional d'Auvergne est un chœur créé en l’an 2000 et composé de chanteurs amateurs, dirigé depuis sa création par Blaise Plumettaz. Basé à Clermont-Ferrand, il a pour activité un travail musical et vocal exigent d’œuvres du répertoire et leur présentation au public lors de concerts, objectif nécessaire pour stimuler la recherche de qualité vocale et le plaisir du partage musical.

## Historique
Créé en 2000, le Chœur Régional d'Auvergne est composé de 80 choristes recrutés sur audition et dirigés par le chef de chœur Blaise Plumettaz.
Cet ensemble constitue un pôle attractif. Il est un lieu d'émulation dans le domaine choral, où la recherche de qualité vocale va de pair avec le plaisir de chanter ensemble. Il contribue à l’esprit d’ouverture en proposant parfois des œuvres peu connues.
Il est un lieu privilégié d’exigence artistique et de formation pour les choristes et chefs de chœur de la région et participe à l’aménagement culturel du territoire. Il a une intense activité de concerts dans les quatre départements de la région et a régulièrement l’occasion de se produire au-delà des frontières de l’Auvergne
En dix ans, le Chœur Régional d’Auvergne a notamment participé aux concerts de la Grande Ecurie et la Chambre du Roy, l’Orchestre national d’Auvergne, l’Ensemble Ars Nova, A Sei Voci, les Folies Françoises, l’Orchestre Lyrique de Région Avignon Provence et l'Orchestre national de Lille.
Il a chanté dans de nombreux festivals tels que la Chaise-Dieu, les Musicales du Lubéron, les Temps Musicaux de Ramatuelle, Bach en Combrailles, Piano à Riom, Musiques Démesurées, Cour du soir de Cusset, les Rencontres Musicales de Manglieu, les Nuits musicales en Bourbonnais, la saison musicale à Saint-Julien de Brioude, les Soirées de Chazeron, et régulièrement dans le cadre de la saison de Clermont Auvergne Opéra.
En 2016, il a créé le Jeune Chœur d’Auvergne qui prend part aux activités du Chœur en intervenant pour des prestations spécifiques ou des productions de grande envergure aux côtés de professionnels.
Le Chœur Régional d’Auvergne contribue également à la formation au chant choral dès le plus jeune âge. Il est le référent artistique d’une classe à horaires aménagés musique dans le domaine spécifique de la voix à l’Institution Saint-Alyre de Clermont-Ferrand. Il mène chaque année des actions à destination des scolaires dans le cadre de la Rentrée en musique et du Plan choral, dispositifs portés conjointement par le ministère de la Culture et le ministère de l’Éducation Nationale.